# Meghan Trainor

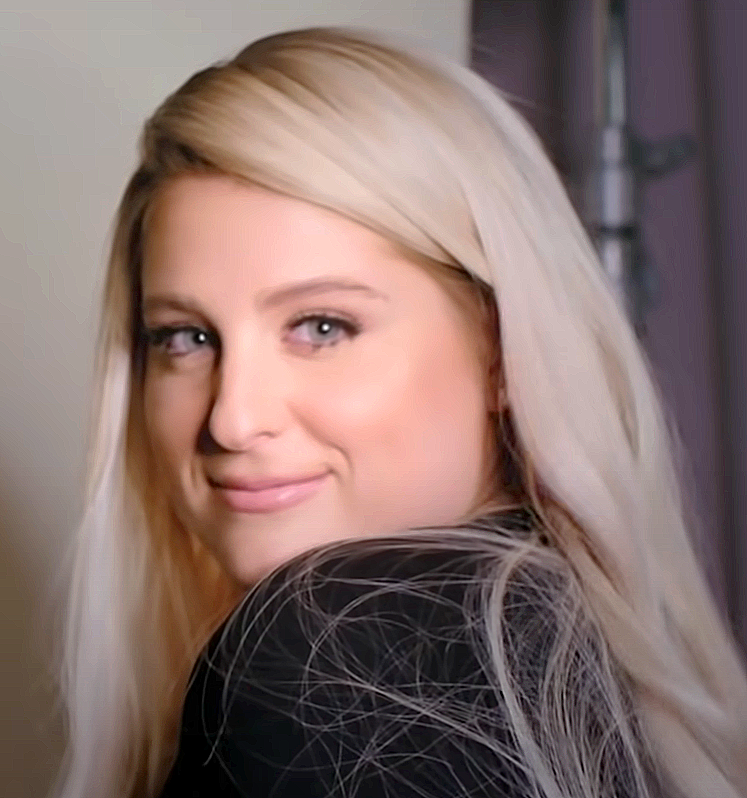
Meghan Trainor, 2020

Meghan Elizabeth Trainor (* 22. Dezember 1993 auf Nantucket, Massachusetts) ist eine US-amerikanische Popsängerin und Songwriterin. Ihr gelang 2014 der Durchbruch mit der Single All About That Bass. Weitere Erfolge folgten mit Hits wie Lips Are Movin, Like I‘m Gonna Lose You und NO. Sie konnte bisher mehr als 60 Millionen Tonträger verkaufen.

## Biografie
Meghan Trainor wuchs in einer sehr musikalischen Umgebung auf und stand in der Jugend in einer Band mit mehreren Familienmitgliedern auf der Bühne. Sie sang schon mit sechs und schrieb mit elf Jahren ihr erstes eigenes Lied. Vier Jahre lang war sie Sängerin der Band Island Fusion in ihrer Heimat auf der Insel Nantucket und spielte auch Gitarre, Keyboard und Trompete. An der High School in Cape Cod gehörte sie der dortigen Jazz-Band als Trompeterin an. Bei Johnny Spampinato, einem Mitglied von NRBQ, hatte sie Gitarrenunterricht. Sie nahm an Lehrgängen des Berklee College of Music in Boston teil und erreichte dort zweimal das Finale des Songwriter-Wettbewerbs. Mit 18 Jahren wurde sie vom Label Big Yellow Dog als Songschreiberin unter Vertrag genommen und Stücke mit ihrer Beteiligung wurden unter anderem von den Rascal Flatts und Sabrina Carpenter aufgenommen.

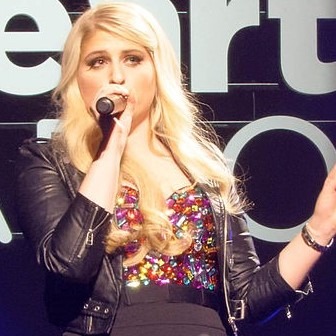
Meghan Trainor, 2014

Trainor hat auch früh schon selbstproduzierte Alben aufgenommen, aber erst mit dem Song All About That Bass bekam sie 2014 einen eigenen Plattenvertrag. Ursprünglich hatte sie das Lied zusammen mit Kevin Kadish für andere Künstler geschrieben, aber als der Labelchef L.A. Reid ihre Version hörte, nahm er sie für Epic Records unter Vertrag. In dem Song im 50er-Jahre-Doo-Wop-Stil geht es um die Vorzüge von fülligen Frauen. Das Musikvideo, in dem unter anderem ein schwergewichtiger Mann Tanzbewegungen vollführt, wurde zu einem Internet-Erfolg und erreichte Mitte des Jahres in einem Monat über 1,5 Millionen Aufrufe bei YouTube. 
Die Single erreichte zuerst in Australien und Neuseeland Platz eins der Charts und kam dann auch in den USA an die Spitze der Download-Charts. Einige Wochen später erreichte das Lied auch Platz eins in den Hot 100. Nachdem der Song im August in Europa veröffentlicht worden war, erreichte er unter anderem in Deutschland, Österreich, der Schweiz und Großbritannien Platz 1 der Charts. Die internationalen YouTube-Zugriffe stiegen bis Ende Mai 2015 auf über 840 Millionen. Im Oktober 2014 veröffentlichte sie ihre zweite Single Lips Are Movin. In den britischen Charts erreichte der Song Rang 2, in den US-Charts Rang 4. Bei der Echoverleihung 2015 war Trainor einer der internationalen Showacts.
Ihre dritte Single Dear Future Husband erschien im März 2015 und wurde mit Doppelplatin in den USA ausgezeichnet. Die vierte und letzte Single aus ihrem ersten Album Title ist Like I'm Gonna Lose You, die sie mit John Legend einsang. Die Single erschien im Juni 2015 und wurde wie ihr Vorgänger in den USA mit Doppelplatin ausgezeichnet. Im Oktober veröffentlichte Trainor den Song Better When I’m Dancin’, der Teil des Soundtracks des Films Die Peanuts – Der Film ist.
Ihre erste eigene Konzerttour That Bass Tour startete im Februar 2015 mit Sheppard als Vorband. Die Tour hatte einen Umfang von 36 Konzerten in Nordamerika, Asien, Ozeanien und Europa, davon auch drei in Deutschland, nämlich in Hannover, Hamburg und Köln. Die Tour endete im Juni desselben Jahres mit einem Konzert in London und war dort Teil des Summertime Ball.
Im März 2016 wurde NO, die von Ricky Reed produzierte erste Single aus ihrem Album Thank You veröffentlicht. Später folgten als Promotion-Singles die Songs Watch Me Do, I Love Me (featuring Lunchmoney Lewis), Better (featuring Yo Gotti) und Mom. Im Mai 2016 erschien die zweite Single Me Too. Das Video dazu wurde nach kurzer Zeit wieder gelöscht, da ihr Körper in dem Video ohne ihr Wissen digital bearbeitet worden war. Am Tag darauf wurde das unbearbeitete Video veröffentlicht. Das Album wurde ebenfalls im Mai weltweit als CD und als Download veröffentlicht und konnte sich in Deutschland auf Platz 25 platzieren. Bei den Billboard Music Awards 2016 präsentierte sie ihre Single NO live und war in drei Kategorien nominiert. Sie veröffentlichte gemeinsam mit Charlie Puth die Single Marvin Gaye.
Im Januar 2020 erschien Trainors drittes Album Treat Myself.
2021 schaffte es der Titelsong des Albums Title, der zu keiner eigenen Single wurde, via TikTok zu einer unerwarteten Wiederentdeckung. Über 6500 Clips wurden dort zur Refrainzeile "invitation to kiss my ass goodbye" erstellt. Erst im Dezember 2021, also sieben Jahre nach der Produktion, wurde das dazugehörende Video, das sich um eine Mister-Amerika-Wahl dreht, auf YouTube veröffentlicht.
Im Dezember 2018 heiratete sie den Schauspieler Daryl Sabara, sie wurden im Februar 2021 Eltern eines Sohnes. Im Juli 2023 wurde ihr zweiter Sohn geboren. Sie lebt momentan in Los Angeles.

## Diskografie
Studioalben

| Jahr | Titel Musiklabel                   | Höchstplatzierung, Gesamtwochen, AuszeichnungChartplatzierungen (Jahr, Titel, Musiklabel, Platzierungen, Wochen, Auszeichnungen, Anmerkungen) | Höchstplatzierung, Gesamtwochen, AuszeichnungChartplatzierungen (Jahr, Titel, Musiklabel, Platzierungen, Wochen, Auszeichnungen, Anmerkungen) | Höchstplatzierung, Gesamtwochen, AuszeichnungChartplatzierungen (Jahr, Titel, Musiklabel, Platzierungen, Wochen, Auszeichnungen, Anmerkungen) | Höchstplatzierung, Gesamtwochen, AuszeichnungChartplatzierungen (Jahr, Titel, Musiklabel, Platzierungen, Wochen, Auszeichnungen, Anmerkungen) | Höchstplatzierung, Gesamtwochen, AuszeichnungChartplatzierungen (Jahr, Titel, Musiklabel, Platzierungen, Wochen, Auszeichnungen, Anmerkungen) | Anmerkungen                                                |
| Jahr | Titel Musiklabel                   | DE | AT | CH | UK | US | Anmerkungen                                                |
| ---- | ---------------------------------- | --- | --- | --- | --- | --- | ---------------------------------------------------------- |
| 2009 | Meghan Trainor Selbstverlag        | — | — | — | — | — | Erstveröffentlichung: 25. Dezember 2009                    |
| 2011 | I’ll Sing with You Selbstverlag    | — | — | — | — | — | Erstveröffentlichung: 31. Januar 2011                      |
| 2011 | Only 17 Selbstverlag               | — | — | — | — | — | Erstveröffentlichung: 14. September 2011                   |
| 2015 | Title Epic Records (Sony)          | DE14 Gold · (34 Wo.)DE | AT13 (21 Wo.)AT | CH2 (22 Wo.)CH | UK1 Platin · (59 Wo.)UK | US1 ×3Dreifachplatin · (107 Wo.)US | Erstveröffentlichung: 9. Januar 2015 Verkäufe: + 4.225.000 |
| 2016 | Thank You Epic Records (Sony)      | DE25 (4 Wo.)DE | AT20 (2 Wo.)AT | CH16 (4 Wo.)CH | UK5 Silber · (9 Wo.)UK | US3 Platin · (47 Wo.)US | Erstveröffentlichung: 13. Mai 2016 Verkäufe: + 1.230.000   |
| 2020 | Treat Myself Epic Records (Sony)   | DE99 (1 Wo.)DE | AT67 (1 Wo.)AT | CH28 (1 Wo.)CH | UK41 (1 Wo.)UK | US25 (3 Wo.)US | Erstveröffentlichung: 31. Januar 2020                      |
| 2022 | Takin’ It Back Epic Records (Sony) | — | — | CH98 (1 Wo.)CH | UK67 (1 Wo.)UK | US16 (20 Wo.)US | Erstveröffentlichung: 21. Oktober 2022 Verkäufe: + 37.500  |
| 2024 | Timeless Epic Records (Sony)       | — | AT55 (1 Wo.)AT | CH97 (1 Wo.)CH | UK12 (2 Wo.)UK | US27 (2 Wo.)US | Erstveröffentlichung: 7. Juni 2024                         |

## Auszeichnungen, Nominierungen und Ehrungen
- Nickelodeon Kids’ Choice Awards – Nominierung als Bester Newcomer (2015)
- Grammy Awards – Auszeichnung als Bester neuer Künstler (2016)
- Billboard Music Awards – Nominierung als beste Sängerin (2016)
- Taufpatin der Utopia of the Seas (2024)

## Filmografie
- 2019: Playmobil – Der Film (Playmobil: The Movie, Stimme)
- 2023: How I Met Your Father (Fernsehserie)